# Venezia F.C.
Câu lạc bộ bóng đá Venezia (Venezia Football Club), thường được gọi là Venezia, là một câu lạc bộ bóng đá chuyên nghiệp của Ý có trụ sở tại Venice, Veneto, hiện đang chơi ở Serie A.
Ban đầu được thành lập với tên Venezia Foot Ball Club vào năm 1907, câu lạc bộ đã trải qua phần lớn lịch sử của mình ở hai hạng đấu hàng đầu của Ý.
Thành tích lớn nhất của Venezia cho đến nay là giành được Coppa Italia trong mùa giải 1940–41. Họ tiếp nối thành công ở cúp này với thành tích cao nhất ở Serie A là vị trí thứ ba trong mùa giải tiếp theo.

## Cầu thủ

### Đội hình hiện tại
Tính đến ngày 22/1/2025.
Ghi chú: Quốc kỳ chỉ đội tuyển quốc gia được xác định rõ trong điều lệ tư cách FIFA. Các cầu thủ có thể giữ hơn một quốc tịch ngoài FIFA.
| Số | VT | Quốc gia  | Cầu thủ                                    |
| -- | -- | --------- | ------------------------------------------ |
| 1  | TM | Phần Lan  | Jesse Joronen (đội phó thứ 2)              |
| 4  | HV | Indonesia | Jay Idzes                                  |
| 5  | HV | Suriname  | Ridgeciano Haps                            |
| 6  | TV | Hoa Kỳ    | Gianluca Busio                             |
| 7  | HV | Ý         | Francesco Zampano                          |
| 9  | TĐ | Đan Mạch  | Christian Gytkjær                          |
| 10 | TĐ | Ecuador   | John Yeboah                                |
| 11 | TV | Ý         | Gaetano Oristanio                          |
| 14 | TV | Ý         | Hans Nicolussi Caviglia (mượn từ Juventus) |
| 15 | HV | Ý         | Giorgio Altare                             |
| 17 | TV | Guinée    | Cheick Condé                               |
| 19 | TV | Iceland   | Bjarki Steinn Bjarkason                    |
| 20 | TĐ | Phần Lan  | Joel Pohjanpalo (đội phó)                  |
| 21 | HV | Bỉ        | Richie Sagrado                             |

| Số | VT | Quốc gia     | Cầu thủ                               |
| -- | -- | ------------ | ------------------------------------- |
| 22 | TV | Slovenia     | Domen Črnigoj                         |
| 23 | TM | Ý            | Matteo Grandi                         |
| 24 | TV | Ý            | Alessio Zerbin (mượn từ Napoli)       |
| 25 | HV | Bỉ           | Joël Schingtienne                     |
| 27 | HV | Ý            | Antonio Candela                       |
| 30 | HV | Áo           | Michael Svoboda                       |
| 32 | TV | Ghana        | Alfred Duncan                         |
| 33 | HV | Croatia      | Marin Šverko                          |
| 35 | TM | Serbia       | Filip Stanković (mượn từ Inter Milan) |
| 77 | TV | Iceland      | Mikael Egill Ellertsson               |
| 79 | HV | Argentina    | Franco Carboni (mượn từ Inter Milan)  |
| 80 | TĐ | Maroc        | Saad El Haddad                        |
| 97 | TV | Ý            | Issa Doumbia                          |
| —  | HV | Guiné-Bissau | Fali Candé (mượn từ Metz)             |

### Đội trẻ
Tính đến ngày 4/9/2024
Ghi chú: Quốc kỳ chỉ đội tuyển quốc gia được xác định rõ trong điều lệ tư cách FIFA. Các cầu thủ có thể giữ hơn một quốc tịch ngoài FIFA.
| Số | VT | Quốc gia | Cầu thủ        |
| -- | -- | -------- | -------------- |
| 80 | TV | Maroc    | Saad El Haddad |

| Số | VT | Quốc gia | Cầu thủ     |
| -- | -- | -------- | ----------- |
| 85 | TM | Estonia  | Gregor Pürg |

### Cầu thủ khác theo hợp đồng
Tính đến ngày 4/9/2024
Ghi chú: Quốc kỳ chỉ đội tuyển quốc gia được xác định rõ trong điều lệ tư cách FIFA. Các cầu thủ có thể giữ hơn một quốc tịch ngoài FIFA.
| Số | VT | Quốc gia | Cầu thủ         |
| -- | -- | -------- | --------------- |
| 16 | TV | Ý        | Luca Fiordilino |
| —  | TM | Ý        | Filippo Neri    |
| —  | TĐ | Hoa Kỳ   | Jack de Vries   |

| Số | VT | Quốc gia | Cầu thủ      |
| -- | -- | -------- | ------------ |
| —  | TĐ | Sénégal  | Babacar Diop |
| —  | TĐ | Hà Lan   | Jay Enem     |

### Cho mượn
Tính đến ngày 4/9/2024
Ghi chú: Quốc kỳ chỉ đội tuyển quốc gia được xác định rõ trong điều lệ tư cách FIFA. Các cầu thủ có thể giữ hơn một quốc tịch ngoài FIFA.
| Số | VT | Quốc gia   | Cầu thủ                                         |
| -- | -- | ---------- | ----------------------------------------------- |
| —  | TM | Ý          | Alessandro Plizzari (tại Pescara đến 30/6/2025) |
| —  | HV | Ý          | Lorenzo Busato (tại Vis Pesaro đến 30/6/2025)   |
| —  | HV | Bồ Đào Nha | Afonso Peixoto (tại Vis Pesaro đến 30/6/2025)   |
| —  | TV | Ý          | Simone Ascione (tại Foggia đến 30/6/2025)       |
| —  | TV | Ý          | Nunzio Lella (tại Bari đến 30/6/2025)           |

| Số | VT | Quốc gia | Cầu thủ                                                 |
| -- | -- | -------- | ------------------------------------------------------- |
| —  | TV | Ý        | Federico Tavernaro (tại Vis Pesaro đến 30/6/2025)       |
| —  | TĐ | Ý        | Lorenzo Da Pozzo (tại Pianese đến 30/6/2025)            |
| —  | TĐ | Ý        | Alvin Okoro (tại Vis Pesaro đến 30/6/2025)              |
| —  | TĐ | Iceland  | Hilmir Rafn Mikaelsson (tại Kristiansund đến 30/6/2025) |
| —  | TĐ | Hoa Kỳ   | Andrija Novakovich (tại Bari đến 30/6/2025)             |